# Бондарева, Пелагея Ивановна
Пелагея Ивановна Передистова (Бондарева)  (1926 — 04.07.2011) — звеньевая зернового совхоза «Тихорецкий» Министерства совхозов СССР, Тихорецкий район Краснодарского края. Герой Социалистического Труда (11.02.1949) .

## Биография
Родилась в 1926 году в хуторе Курига Зимовниковского района Сальского округа Северо-Кавказского края, ныне — Ростовской области, в семье крестьянина. Русская.
В послевоенные 1940-е годы Пелагея Ивановна работала звеньевой совхоза «Тихорецкий». По итогам работы в 1948 году комсомольско-молодёжное её звено получило урожай пшеницы 32,1 центнера с гектара на площади 28 гектаров.
Указом Президиума Верховного Совета СССР от 11 февраля 1949 года за получение высоких урожаев пшеницы в 1948 году Передистовой Пелагее Ивановне присвоено звание Героя Социалистического Труда с вручением ордена Ленина и золотой медали «Серп и Молот».
Этим же указом высокого звания были удостоены ещё 12 передовых хлеборобов зерносовхоза «Тихорецкий» во главе с его директором П. Т. Коноплёвым.
Позже П. И. Бондарева (в замужестве) выехала на постоянное место жительства в Ейский район Краснодарского края, где стала работать дояркой на молочно-товарной ферме № 2 совхоза «Ейский» (с 1961 года — «Советский»).
При правильно спланированном технологическом процессе заметно увеличила надои молока. Доярка Пелагея Ивановна Бондарева получала от каждой коровы более пяти тысяч килограммов молока и вошла в «Клуб пятитысячников», награждена Свидетельством почётного рабочего свиносовхоза «Советский».
За успехи, достигнутые в животноводстве, была награждена вторым орденом Ленина.
С 1981 года — персональный пенсионер союзного значения. Проживала в посёлке Советском Трудового сельского поселения Ейского района.
Скончалась 4 июля 2011 года.

## Награды
- Золотая медаль «Серп и Молот» (11.02.1949)
- Орден Ленина (11.02.1949).
- Орден Ленина
- Орден Трудового Красного Знамени
- Медаль «В ознаменование 100-летия со дня рождения Владимира Ильича Ленина» (6 апреля 1970)
- Медаль «За победу над Германией в Великой Отечественной войне 1941—1945 гг.» (9 мая 1945[3])
- Юбилейная медаль «Двадцать лет Победы в Великой Отечественной войне 1941—1945 гг.» (7 мая 1965[4])
- Юбилейная медаль «Тридцать лет Победы в Великой Отечественной войне 1941—1945 гг.»[5]
- Медаль «Ветеран труда»
- Медаль «30 лет Советской Армии и Флота».[6]
- Юбилейная медаль «40 лет Вооружённых Сил СССР»[7]
- Юбилейная медаль «50 лет Вооружённых Сил СССР» (26 декабря 1967[8])
- медалями ВДНХ СССР:

## Память
- Её имя на мемориальной доске Героев Социалистического Труда в Краснодаре.
- На могиле установлен памятник